# دومينيك كلاين
دومينيك كلاين (بالألمانية: Dominik Klein) مواليد 16 ديسمبر 1983 في ميلتنبرغ، ألمانيا، هو لاعب كرة يد ألماني يلعب كجناح أيسر. يلعب حاليا مع نادي كيل لكرة اليد ويحمل الرقم 33. مثل منتخب ألمانيا لكرة اليد. شارك في دورة الألعاب الأولمبية الصيفية سنة 2008.

## سجل المنافسة
شارك في البطولات التالية:
- بطولة أوروبا لكرة اليد للرجال 2012

## روابط خارجية
- دومينيك كلاين على موقع الاتحاد الأوروبي لكرة اليد (الإنجليزية)
- دومينيك كلاين على موقع نادي كيل لكرة اليد (الألمانية)
- دومينيك كلاين على موقع أوليمبيديا (الإنجليزية)